# Dragon's Lair (videogioco 1984)
Dragon's Lair è un videogioco d'azione pubblicato nel 1984 per Coleco Adam dalla Coleco e nel 1986 per Amstrad CPC, Commodore 64, Tatung Einstein e ZX Spectrum dalla società britannica Software Projects.
Si tratta delle prime conversioni domestiche del celebre videogioco arcade Dragon's Lair (1983), ma date le limitate capacità di questi computer a 8 bit, il gioco ha aspetto e funzionamento molto diversi dall'originale su Laserdisc realizzato con un vero cartone animato. La trama vede sempre il prode cavaliere Dirk affrontare i molti pericoli di un castello stregato, ma il gioco per computer è strutturato in varie sequenze con meccaniche tra loro differenti, ispirate ad altrettante scene del videogioco originale.
Questa versione di Dragon's Lair ebbe un proprio seguito, Dragon's Lair II: Escape from Singe's Castle (1987).

## Trama
Il protagonista del videogioco è il cavaliere Dirk l'Audace (Dirk the Daring) che ha il compito di salvare la bella e amata principessa Daphne, figlia del re Aethelred. Il crudele drago Singe l'ha rapita e imprigionata dentro una sfera di cristallo nei sotterranei del suo castello stregato, per ricattare il re. Dirk dovrà superare tutte le insidie che si celano in ogni stanza del castello per cercare di giungere nella tana del drago (dragon's lair) e liberare Daphne.

## Modalità di gioco
Il videogioco è composto da 9 livelli con funzionamento e inquadrature spesso molto differenti.
Alcuni dei livelli (2, 4 e 6) hanno un funzionamento più simile al Dragon's Lair su Laserdisc, in quanto è necessario effettuare con tempismo una serie di singole azioni corrette al momento giusto. Altri livelli si basano sul controllo diretto di Dirk come nei giochi più ordinari.
Un errore in ogni tipo di livello causa la perdita di una vita; dopo una scena di Dirk che si trasforma in un mucchio d'ossa e poi magicamente si rigenera, si dovrà ritentare il livello da capo.
Di seguito le descrizioni dei livelli, con i rispettivi titoli usati nei manuali ufficiali:
1. Il disco cadente (The Falling Disk): Dirk sta sopra una piattaforma tonda che sta precipitando, con visuale 3D. Un vento magico soffia da varie direzioni e Dirk deve correre in senso opposto per evitare di essere spinto fuori dalla piattaforma.
2. L'ingresso del teschio (Skull Hallway): in un corridoio con visuale 3D fissa, dalle porte laterali arrivano una alla volta vari tipi di creature mostruose e Dirk deve usare con ciascuna l'esatta azione di schivare o di colpire con la spada. Questa scena è piuttosto simile a quella corrispondente dell'originale arcade[1].
3. Le corde in fiamme (The Burning Ropes): una schermata a piattaforme dove Dirk deve risalire una parete saltando tra sporgenze di pietra e aggrappandosi a corde dondolanti, mentre le fiamme invadono progressivamente lo schermo salendo dal basso.
4. La sala d'armi (The Weapons Room): simile al secondo livello, varie armi e statue si animano una alla volta e Dirk deve schivarle o colpirle a seconda dei casi.
5. Rampe e sicari storditi (Ramps and Giddy Goons): Dirk deve correre e saltare tra una serie di piattaforme con vista isometrica prima che scompaiano. Sopra ci sono anche alcuni mostricciattoli da uccidere con la spada.
6. La sala dei tentacoli (The Tentacle Room): simile al secondo livello, è un laboratorio dove dei tentacoli spuntano uno alla volta dal soffitto o dal pavimento e Dirk deve schivarli o colpirli a seconda dei casi.
7. Il secondo disco (The Second Disk): uguale al primo livello.
8. La scacchiera mortale (The Deadly Checkerboard): Dirk balza tra le caselle su un pavimento a scacchiera con vista isometrica. Periodicamente si materializza un cavaliere fantasma che rende temporaneamente rosse e mortali una striscia di caselle. Dirk lo può colpire con la spada se lo raggiunge prima che scompaia di nuovo.
9. Come uccidere il drago (Slaying the Dragon): Dirk, correndo su un altopiano roccioso, deve schivare le palle di fuoco soffiate dal drago. Ci sono dei ripari di roccia che il soffio del drago progressivamente distrugge, fino a rivelare a volte dei bonus di punteggio. Infine, quando il soffio del drago distrugge involontariamente un certo ostacolo, Dirk può raggiungere una spada magica, saltare sopra il drago e trafiggerlo[4].

Nella versione Amstrad CPC l'ordine è leggermente differente, in quanto il livello delle "rampe e sicari storditi" è spostato per primo mentre gli altri mantengono la stessa sequenza.
In versione Commodore 64, l'edizione su cassetta si notava per un insolito sistema che carica da nastro il livello successivo mentre si gioca al livello precedente, così da evitare le attese di caricamento al giocatore.

## Sviluppo
La Coleco investì 2 milioni di dollari per ottenere i diritti di produrre la versione domestica dell'arcade Dragon's Lair. Inizialmente era in progetto una periferica a Laserdisc per Coleco Adam, che avrebbe permesso una riproduzione fedele dell'originale, ma quando l'idea venne abbandonata si ripiegò su un videogioco tradizionale.
Le conversioni per gli altri computer, piuttosto fedeli a quella per Adam, furono realizzate dalla Software Projects Ltd. di Liverpool per il mercato europeo.